# Наталия Делева
Наталия Делева е българска писателка.

## Биография
Родена е на 9 февруари 1978 г. в Сливен. Завършва Връзки с обществеността във Факултета по журналистика и масови комуникации на Софийския университет „Св. Климент Охридски“. Нейни журналистически текстове са публикувани във вестниците „Демокрация“ (1997/1998) и „Монитор“ (2000). Работила е като репортер в Дарик радио (1998/1999).
Съставител е на книгата на английски език „Имало едно време/Once upon a time“, събираща детски приказки с илюстрации към тях от седемнайсет блогъри и техните деца, в помощ на „Save the Children“, UK.

## Творчество
Наталия ДЕЛЕВА е автор на романите „Невидими” (ИК Жанет45) и „Arrival” (The Indigo Press, UK, написан на английски език). Романът „Невидими” е преведен и издаден на немски (eta Verlag), полски (Wydawnictwo Wyszukane) и английски език (Open Letter Books, USA).
Разкази, есета и критика от Наталия Делева са публикувани в литературни издания и антологии, сред които „Истории от 90-те” (ICU Publishing), “Любовта за напреднали” (Сиела), Granta, Asymptote, Words Without Borders, Lunate, Review31, Psyche, Fence и Empty Mirror.

## Награди
- Номинация в Деветия национален литературен конкурс „Развитие“ (за ръкопис на роман) (2016)[1][2]
- Награда за дебютен роман на литературните награди „Перото“ (2018)[3]
- Съпътстваща награда в категория Проза за дебютна литература „Южна пролет“ (2018)[4]
- Номинация за Роман на годината на Фонд 13 века България (2018)[5]
- Трета награда в конкурса за поезия „Биньо Иванов“ (2018)[6]
- Трета награда в Националния конкурс за лирично стихотворение на името на Петко и Пенчо Славейкови (2018)[7]
- Победител в Конкурса за издаване на съвременен български роман в САЩ от фондация „Елизабет Костова“, съвместно с американското издателство "Open Letter Books" 2020)

## Произведения
- Arrival (2022) – роман, The Indigo Press, UK
- It didn’t start with me – есе, The Indigo Press, 2022
- When fear grew in my stomach, I starved myself just to survive – есе, Psyche, 2022
- Между редовете – разказ, антология Любовта за напреднали, Сиела, 2022
- For the Record – разказ, Lunate, 2022
- Niewidzialni (превод на полски език, Wyszukane, 2021)
- Four Minutes (превод на английски език, Оpen Letter Books, 2020)
- Мила дъще – разказ, Granta България, брой 6 (2015)[8]
- Пеперуди и цъфнали вишни – разказ, антология „Конкурсът“ (2017)
- Невидими (2017) – роман, ИК „Жанет 45“
- Übersehen (превод на немски език, eta Verlag, 2018) [9]
- Завръщане – есе, антология „Истории от 90-те“, ICU Publishing (2019)